# Else Vlug
Maria Else Vlug-Hoekendijk (Wassenaar, 7 augustus 1934 – Voorthuizen, 1 november 2019) was een Nederlandse christelijke kinderboekenschrijfster. Zij was getrouwd met Peter Vlug sr., directeur van Stichting Opwekking en organisator van landelijke activiteiten op evangelisch gebied. Kerkelijk behoorde zij tot de pinksterbeweging.

## Levensloop
Else Vlug werd geboren als de derde van vier kinderen. Zij was de dochter van Karel Hoekendijk, leider en oprichter van de opwekkingsbeweging Stromen van Kracht. In haar jeugd heeft ze een korte tijd in Nederlands-Indië gewoond, omdat haar vader daarnaartoe was uitgezonden door de Rijksvoorlichtingsdienst. Na terugkeer in Nederland groeide ze op in Baarn.
Op haar zestiende kwam Vlug tot geloof via een jeugdgroep van Youth for Christ. Omdat het niet goed ging tussen haar ouders, verhuisde zij naar Haarlem waar zij ging werken als jeugdleidster voor de Nederlandse Hervormde Kerk. Daar leerde zij ook haar man Peter Vlug kennen, die van huis uit geen christen was, maar zich later heeft bekeerd tot het christelijk geloof.
Op 28 juli 1955 trouwde zij met Peter Vlug. Samen kreeg het paar vier kinderen, waaronder Peter E. Vlug (1957). Samen hebben zij nog enige tijd een kindertehuis in Bilthoven geleid, maar haar echtgenoot werd al gauw Karel Hoekendijks rechterhand. Op 1 april 1968 kwam het echter tot een breuk. Na lang beraad gaf Peter Vlug te kennen niet langer de verantwoordelijkheid van het werk te willen dragen. Er was inmiddels een grote schuld ontstaan bij de drukker van het maandblad Stromen van Kracht en de boekjes die regelmatig werden uitgegeven. Ben en Wiesje Hoekendijk en Peter en Else Vlug besloten samen een schuld van 125.000 gulden over te nemen van Karel. Hieruit kwam ook het werk van de Stichting Opwekking voort.
Vlug en haar gezin gingen wonen in Voorthuizen en mede dankzij hulp van derden was de schuld binnen enkele jaren afgelost. Het werk begon te groeien na een start die om financiële redenen moeizaam was. Een familiekamp-meeting met Pinksteren 1970 groeide uit tot de Pinksterconferentie op de Paasheuvel in Vierhouten. De groei hield aan zodat de conferentie in 1999 wegens ruimtegebrek verhuisde naar het terrein van Walibi World in Biddinghuizen. In datzelfde jaar droeg Peter het leiderschap over aan Joop Gankema en Kees Goedhart.
Else Vlug was bij de pinksterconferenties lange tijd verantwoordelijk voor het kinderprogramma, en van aanvang af betrokken bij de Stichting Kinderwerk Timoteüs, die materialen ontwikkelt voor geloofsopvoeding die door de meeste Nederlandse kerken gebruikt werden. Vlug schreef voor deze trainingsprogramma's de verhalen, waarvan 50 later zijn verzameld in het boek Vertelverhalen Omnibus (2006). Vanuit deze achtergrond begon zij boeken te schrijven. Haar eerste boek was het Bijbeldagboek Schatgraven. Een generatie kinderen binnen de evangelische beweging zou hiermee opgroeien. Er volgden nog ruim tien (kinder)boeken, waaronder Weid mijn lammeren (1988), Jonge helden in ons midden (1995) en de biografie over het leven van haar en haar man, En wij hebben het geloof behouden (2000). Op verzoek schreef ze Dubbele oogst (2005), over een eenvoudige kippenboer die een groot ontwikkelingswerk realiseert in Ethiopië. De Bruidegom komt (2007) was haar eerste Bijbelroman, over Maria van Bethanië, de zuster van Lazarus. Later volgde Elisa en de profetenzonen (2012), over de oudtestamentische profeet en zijn onderwijs aan jonge mensen, die God willen dienen. Na dit boek besloot Vlug haar pen neer te leggen.
In 1990 ontstond door toedoen van Else Vlug de Stichting Chris. Volgens haar was er binnen de christelijke wereld een tekort aan aandacht voor de grote pastorale nood onder kinderen en jeugd. Om hierin te voorzien werd een telefonische hulplijn met vrijwillige hulpverleners opgezet. Later werd de organisatie uitgebreid met onder meer projecten en hulpverlening via e-mail.
Else Vlug-Hoekendijk overleed in 2019 op 85-jarige leeftijd.